# قرار مجلس الأمن التابع للأمم المتحدة رقم 592
قرار مجلس الأمن الدولي رقم 592 لعام 1986 بتاريخ 8 ديسمبر يشجب مجلس الأمن فيه قيام الجيش الإسرائيلي بإطلاق النار ضد المدنيين، الأمر الذي أدى إلى وفاة وإصابة عدد من طلاب جامعة بيرزيت.